# 阮善仁
阮善仁博士（發音：[ŋwiən˦ˀ˥ tʰiən˧˨ʔ ɲən˧˧]；1953年6月12日—），越南教授、政治人物。曾任越共中央政治局委员、胡志明市市委书记。

## 生平
阮善仁早年在中国广西桂林越南阮文追学校就读。歷任胡志明市人民委員會常務副主席、越南教育培訓部部長、越南政府副總理、越南祖國陣線中央委員會主席、胡志明市市委書記等職務。2021年换届不再担任政治局委员，退休。

## 榮譽
- 越南软件协会魁星獎（2005年3月27日）[3]
- 越南勞動勳章（2011年5月20日）[4]

## 外部連結
- （越南文）阮善仁同志簡歷（越南共產黨電子報）